# ستيفن برستون (مصمم رقص)
ستيفن برستون (بالإنجليزية: Stephen Preston)‏ هو مصمم رقص بريطاني، ولد في 1945.

## وصلات خارجية
- ستيفن برستون على موقع ميوزك برينز (الإنجليزية)
- ستيفن برستون على موقع ديسكوغز (الإنجليزية)